# Stephen McKinley Henderson
Stephen McKinley Henderson (Kansas City, Misuri, 31 de agosto de 1949) es un actor estadounidense. Es conocido principalmente por su trabajo en el escenario, sobre todo en varias de las obras de August Wilson, habiendo aparecido también en cine y televisión.

## Filmografía

### Cine
| Año  | Título                            | Personaje(s)       | Notas |
| ---- | --------------------------------- | ------------------ | ----- |
| 1979 | A Pleasure Doing Business         | Empleado del banco |       |
| 1985 | Marie                             | Esposo de Cooper   |       |
| 2004 | Everyday People                   | Arthur             |       |
| 2004 | Keane                             | Garage Employee    |       |
| 2006 | Waltzing Anna                     | Pete               |       |
| 2008 | If You Could Say It in Words      | Baseball Fan       |       |
| 2009 | The Good Heart                    | Psychiatrist       |       |
| 2011 | Tower Heist                       | Lester             |       |
| 2011 | Extremely Loud & Incredibly Close | Walt the Locksmith |       |
| 2012 | Red Hook Summer                   | Deacon Yancy       |       |
| 2012 | Lincoln                           | William Slade      |       |
| 2014 | Da Sweet Blood of Jesus           | Deacon Yancy       |       |
| 2014 | The Romans                        | Birdman            |       |
| 2016 | Manchester by the Sea             | Mr. Emery          |       |
| 2016 | The American Side                 | Stickney           |       |
| 2016 | All at Once                       | Robert             |       |
| 2016 | Fences                            | Jim Bono           |       |
| 2017 | Lady Bird                         | Father Leviatch    |       |
| 2019 | Native Son                        | Mr. Green          |       |
| 2019 | The True Adventures of Wolfboy    | Nicholas           |       |
| 2020 | Bruised                           | Pops               |       |
| 2021 | Dune                              | Thufir Hawat       | [ 2 ] |
| 2022 | Causeway                          | Dr. Lucas          |       |
| 2023 | Beau tiene miedo                  | Terapeuta          |       |
| 2024 | Civil War                         | Sammy              |       |

### Televisión
| Año       | Título                            | Personaje(s)         | Notas                                  |
| --------- | --------------------------------- | -------------------- | -------------------------------------- |
| 1984      | The Killing Floor                 | James Cheeks         | Television film                        |
| 1989      | A Raisin in the Sun               | Bobo                 | Television film                        |
| 1995–2010 | Law & Order                       | Judge Marc Kramer    | 7 episodes                             |
| 1995      | New York News                     | Sherman Wakes        | Episode: "Fun City"                    |
| 2000      | Third Watch                       | Boudreaux            | Episode: "Know Thyself"                |
| 2001      | Law & Order: Criminal Intent      | Abernathy            | Episode: "The Faithful"                |
| 2005–2006 | Law & Order: Special Victims Unit | Judge Bernard        | 2 episodes                             |
| 2006      | Conviction                        | Judge                | 2 episodes                             |
| 2008      | New Amsterdam                     | Omar York            | Main cast, 8 episodes                  |
| 2008      | Brotherhood                       |                      | 2 episodes                             |
| 2012      | Blue Bloods                       | Judge Harlan Haywood | Episode: "Reagan V. Reagan"            |
| 2012      | The Newsroom                      | Solomon Hancock      | 3 episodes                             |
| 2012      | Elementary                        | Groundskeeper Edison | Episode: "One Way to Get Off"          |
| 2017      | Survivor's Remorse                | Solomon              | Episode: "Future Plans"                |
| 2018      | The Resident                      | Darryl Phillips      | Episode: "The Elopement"               |
| 2018      | The Blacklist                     | Dr. Francis Woerner  | Episode: "Nicholas T. Moore (No. 110)" |
| 2018      | Strangers                         | Billy Caldwell       | 2 episodes                             |
| 2018      | Fear the Walking Dead             | Clayton              | Episode: "Blackjack"                   |
| 2019      | Proven Innocent                   | Judge Fry            | Episode: "Acceptable Losses"           |
| 2019      | Wu-Tang: An American Saga         | Uncle Hollis         | 2 episodes                             |
| 2020      | Devs                              | Stewart              | Miniseries; 8 episodes                 |
| 2020      | Run                               | John                 | Episode: "Run"                         |